# 投杯球
投杯球（Beer Pong或Beirut），是一種由美國人發明的桌上遊戲，通常在飲酒時玩。玩家將乒乓球扔過桌子，將球丟入另一端的酒杯中。比賽通常分為兩隊，兩側各有6杯或10杯排列成三角形的酒。兩隊輪流嘗試將乒乓球扔進對方的杯子，當球被丟入杯子中，另一隊就要將那個杯子裡的東西吃掉，並從桌子上拿走。最先清空對手所有杯子的隊伍獲勝。投杯球現在已經成為一项運動，曾经舉辦過世界大賽（WSOBP）。

## 規則
在檯上的兩側放置複數水杯，雙方玩家有次序地把球投進對方陣地的杯子裡，先把對方陣地中的杯子全數投進即為勝利。一般用10個水杯佈置成三角形（Rerack），放在檯上兩側。每杯倒入約三分之一杯的水（或啤酒）。被投中的杯必須移離陣地，放在左右兩側，當剩下杯數到達一定數量時，便需要重新排列成三角形。任何一方最後一個杯子被投進時，該隊可享有一次扳平的機會，要在完全不失誤的情況下把剩下所有杯子投進，便成平手（Rebuttal）的局面，若因此被扳平便需要進行延長賽。

## 世界現狀
投杯球已從一個桌上遊戲演變成一項競賽運動。因為這項運動沒有年齡及性別的限制，體力上亦沒有太大的要求，從小孩到老人都可以參加。投杯球的規則因地方而異，每個地方的玩法及用具不同。2006年 BPONG.com 舉行WSOBP（投杯球世界大賽）把很多地方的規則和用具統一起来，並規定競賽要素。WSOBP（投杯球世界大賽）每年1月在拉斯維加斯舉行，來自世界各地的選手爭奪高額獎金。BPONG.com 於2013年7月舉辦投杯球世界大師賽，獎金達10萬美元。
墨西哥、加拿大、奧地利、荷蘭、意大利、日本、香港等國家或地區亦派遣選手參加世界大賽。

### 香港現狀
2012年香港投杯球總會成立，目標是在香港推廣及發展投杯球運動，令香港廣大市民認識投杯球運動。希望從活動參賽者之中發掘出有潛力的球手作為香港區的代表，並與世界各地隊伍做友誼賽和交流心得，增進香港球手的技術，令香港在世界賽中的排名有所提升。
2013年7月舉行投杯球世界大師賽MOBP，香港投杯球總會派出2位球手參賽，打進決賽日，但第一日即出局。最終排名為128位。
2013年12月香港投杯球總會舉行WSOBP世界大賽外圍賽及香港錦標賽，Kenneth Tso & Daniel Chan勝出成為第一屆香港冠軍。
2014年1月舉行WSOBP IX（投杯球世界大賽）香港球手Kenneth Tso & Kenny Wilson參賽，打進決賽日、最終排名為55位。

## 投杯球賽例

### WSOBP官方賽例
比賽用具
比賽枱：8 ft x 2 ft x 27.5 ft
比賽杯：16 oz.寬: 3-5/8 inch、高: 4-5/8 inch、底寬: 2-1/4 inch
比賽球：40mm 3星級, Seamless.
基本規則
雙人賽每隊各２名隊員每人投球１次，單人時投球２次。
每邊放10個杯：杯子互相緊貼放在Rack上，擺放成一個指向前方的三角形。 所有遊戲杯子只用清水裝1/3。加1個洗淨用杯裝滿水。
投球方法自由，直球，拱高球，彈枱球，皆可。 投球時觸碰或超越枱為犯規。選手可以把身傾斜在枱上，但不能靠任何身外工具（包括枱或隊友等）作支撐或其他用途。
正當防衛：被投出的球，須先和桌上的杯或Rack接觸後，才能用手截停。
當一隊進行投球時，非觸碰性質的騷擾是允許的， 但選手身體的任何一部分都不能跨越比賽枱的空間。選手不能煽動手，帽子， 其它物件或用其它方法來改變比賽範圍周圍的氣流而影響比賽。
犯規時會被罰１個杯。選手不能對人作出任何威脅性的言行，該隊會被馬上停賽。 如作出一些帶種族歧視性或帶有過於性別歧視的言行，該選手將會立即被退場。 暴力行為會被列入永久性的黑名單。比賽時間，遲到或缺席被視爲不戰而敗。
比賽進行過程
1.首輪開球(First toss)：靠擲硬幣的形式或透過雙方定下的協議來決定首輪開球。
2.首輪開球隊伍，先投１球。然後每隊各２名隊員每人投球１次（計２球）。之後遊戲便以每回合投２球的形式繼續。
3.當一隊在同一回合把兩球都成功投進對方得杯子裏，則可得到多一次投球機會（RollBack）雙人賽時、任何一位都可以投第三球、無需順序投球。
4.被投中的杯子要放在桌兩旁，不可放在阻擋投球位置。如投球接觸桌上的杯或Rack或球員，而進入杯子作為有效。
5.杯子剩下 6 , 3 或 1 隻的時候，須要重組杯形成一個指向前方的三角形。 
```
 最後方的一排杯子須離桌邊1 inch內。在杯子重組完成後，遊戲繼續。
```

6.最後的杯被投進時，有以下兩種情況：
一、Ａ隊掃空杯子時，Ｂ隊所剩的杯子有兩隻或以上。
在這種情況，被掃空杯子的Ｂ隊可以有扳平機會，Ｂ隊一球不失地把對方的杯掃空即和局進行加時，一球誤投即落敗，比賽便結束(雙人賽時輪流投球)。
二、Ａ隊掃空杯子時，Ｂ隊所剩的杯子只剩一隻。
例１:雙方只剩一隻杯子Ａ隊第一球成功→Ｂ隊只有一次投球機會Ａ隊第一球失敗，第二球成功→Ｂ隊有兩次投球機會。
例２:Ａ隊只剩一隻杯子，Ｂ隊剩三隻杯子Ｂ隊３連續投中，Ａ隊都只有兩次投球機會。

不失任何一球把餘下全杯投進便成平手(Redemption)， 需要進行３杯對３杯延長賽到分出勝負為止。

### 香港投杯球總會特別賽例
比賽時間10分鐘，時間到時，空杯多為勝。但空杯少方有最後投球權，最後比賽結束。最後投球時可有ROLLBACK，可以反敗為勝。比賽時間內雙方全杯被投入打和，依照End-Game規則進行３杯對３杯延長賽10分鐘時間到打和，10杯對10杯延長賽，每隊有１次投球（12碼突然死亡方式，並非先入為勝）。

## 外部網頁
- BPONG.COM（投杯球世界大賽主辦單位） （页面存档备份，存于） （英文）
- 香港投杯球總會 Hong Kong Beer Pong Association （页面存档备份，存于）
- 香港球手 Kenneth Tso 所屬東京投杯球倶楽部 （页面存档备份，存于）